# Hallstadt
Hallstadt ist eine Stadt im oberfränkischen Landkreis Bamberg und zählt zur Metropolregion Nürnberg.

## Geografie
Hallstadt liegt in einer breiten Talebene am linken, südöstlichen Mainufer, vier Kilometer nördlich der Bamberger Altstadt und drei Kilometer oberhalb der Mündung der Regnitz in den Main. Hier wendet der Strom in einigen Mäandern seinen Lauf von südlicher in westliche Richtung.
In Hallstadt beginnt an der Eisenbahnbrücke bei Flusskilometer 387,69 der Status des Mains als Bundeswasserstraße.

### Nachbargemeinden
Hallstadt grenzt im Süden an die Stadt Bamberg und im Westen an den Main sowie an die Gemeinden Kemmern, Gundelsheim, Oberhaid und Bischberg.

### Gemeindegliederung
Hallstadt hat zwei Gemeindeteile, die sich mit den gleichnamigen Gemarkungen decken (in Klammern sind der Siedlungstyp und die Einwohnerzahl angegeben):
- Dörfleins (Kirchdorf, 1380)
- Hallstadt (Hauptort, 7588)

Dörfleins war am 1. Januar 1972 im Zuge der Gebietsreform in Bayern eingegliedert worden.

## Geschichte

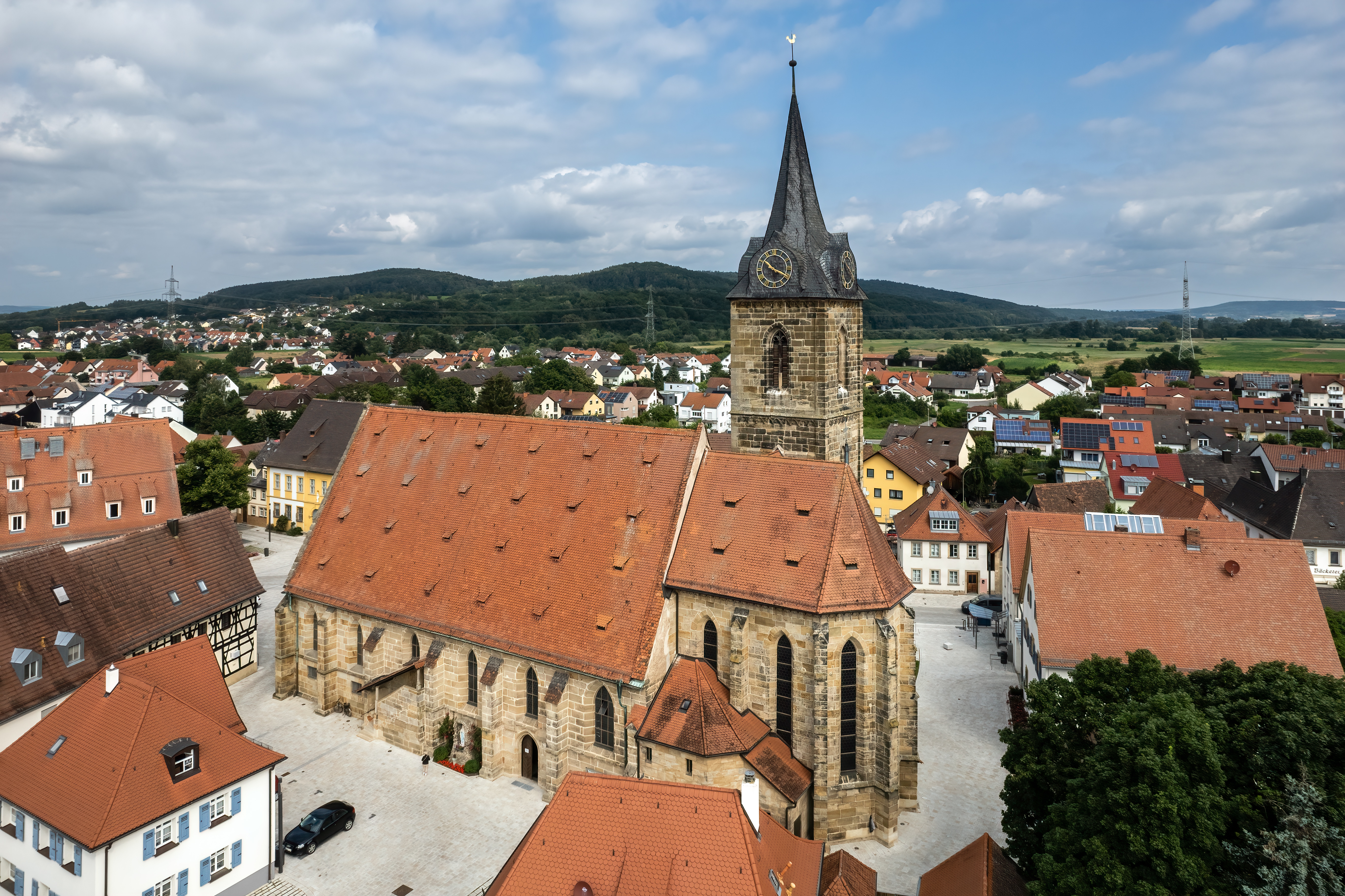
St. Kilian, Hallstadt

### Bis zur Gemeindegründung
Ausgrabungen zeigten eine etwa um 5000 v. Chr. entstandene Siedlung jungsteinzeitlicher Ackerbauern.
Schließlich wurde zwischen 741 und 747 Hallstadt als Halazestat im Radensgove in einer Urkunde der fränkischen Herzöge Karlmann und Pippin erstmals namentlich genannt; 793 bestätigte Karl der Große dem Würzburger Bischof Berwolf die Schenkungen seines Vaters Pippin, darunter auch Halazestat. Von 794 bis 820 erfolgte der Bau der Hallstadter St.-Kilians-Kirche als eine der 14 Slawenkirchen; 805 wurde Hallstadt zum Königshof Karls des Großen, nachdem dieser Jahre zuvor (793) dort bereits übernachtet hatte.
200 Jahre später, im Jahr 1007, schenkte König Heinrich II. den Königshof Hallstadt dem von ihm gegründeten Bistum Bamberg und erhielt 1013 auf dem Tauschwege Kirche und Pfarrei Hallstadt durch den Bischof von Würzburg gegen den Königshof Gerau am Oberrhein zurück.
Mit dem Bau der Mainbrücke durch Bischof Lamprecht von Brunn im Jahr 1395 erhielt der Ort auch Handelsbedeutung. 1430 wurde Hallstadt von den Hussiten niedergebrannt. Erst 1503 hatte sich der Ort soweit erholt, dass Hallstadt von da an Markt genannt werden durfte. Doch nur zwei Generationen später im Jahr 1553 besetzte und zerstörte Markgraf Albrecht Alcibiades von Brandenburg-Kulmbach Bamberg und Hallstadt. In einer alten Karte aus dieser Zeit ist der Ort nicht eingezeichnet, wohl aber das benachbarte, heute viel kleinere Kemmern.
Von 1617 bis 1618 fanden Hexenprozesse unter Fürstbischof Johann Gottfried I. von Aschhausen statt; 53 Bürger wurden hingerichtet. 1630 wütete die Pest in Hallstadt, 1633 wurde es im Dreißigjährigen Krieg niedergebrannt.
Zwischen 1756 und 1763 besetzten preußische Soldaten unter Friedrich dem Großen mehrmals Bamberg und Hallstadt.
1802 gab Kurfürst Max Joseph von Bayern die Besitznahme des Hochstifts Bamberg und einen Teil des fränkischen Landes bekannt; 1808 besuchte König Max I. den Ort. Im Zuge der Verwaltungsreformen in Bayern entstand mit dem Gemeindeedikt von 1818 die heutige Gemeinde.

### 19. bis 21. Jahrhundert
1880 wurde der Ort in die seit 1846 bestehende Bahnstrecke zwischen Bamberg und Lichtenfels eingebunden.
Uneingeschränkten Gütertransport gab es ab 1898.
Das 1880 fertiggestellte Empfangsgebäude vom Bahnhof Hallstadt wurde 2007 abgerissen.
1954 wurde Hallstadt zur Stadt erhoben. Am 1. Januar 1970 erfolgte die Ausgliederung der Gemeindeteile Bruckertshof und Kramersfeld nach Bamberg. Die neue Mainbrücke, die bereits nach dem Zweiten Weltkrieg erneuert worden war, wurde 1970 fertiggestellt. Am 1. Januar 1972 erfolgte im Zuge der Gebietsreform in Bayern die Eingliederung der Gemeinde Dörfleins.
2017 fand man in der Nähe des Rathauses einen gepflasterten Weg und auf der Südseite der St.-Kilian-Kirche Schädel und Skelette aus dem Mittelalter.
Im September 2020 verkündete der bayerische Ministerpräsident Markus Söder das ehemalige Werk des Reifenherstellers Michelin in einen „Clean Tech Park“ umzuwandeln und folgte damit dem vorangegangenen Vorschlag der Stadt und des Landkreises Bamberg. Die millionenschwere Investition soll die Entwicklung nachhaltiger Mobilitätskonzepte anstoßen und eine zukünftige Produktion von wasserstoffbasierten Antriebstechnologien ermöglichen.

### Einwohnerentwicklung
Im Zeitraum von 1988 bis 2018 wuchs die Stadt von 7539 auf 8575 um 1036 Einwohner bzw. um 13,7 %.
| Jahr      | 1961 | 1970 | 1987 | 1991 | 1995 | 2000 | 2005 | 2010 | 2015 |
| --------- | ---- | ---- | ---- | ---- | ---- | ---- | ---- | ---- | ---- |
| Einwohner | 5482 | 6589 | 7436 | 7996 | 8448 | 8472 | 8485 | 8551 | 8330 |

## Religion
Laut Zensus am 9. Mai 2011 sind 69,0 % der Einwohner römisch-katholisch und 15,9 % evangelisch-lutherisch. 15,1 % haben eine andere Religion oder sind konfessionslos.

## Politik

### Stadtrat
Bei den vergangenen Kommunalwahlen setzte sich der Stadtrat jeweils wie folgt zusammen:
|      | CSU | SPD | BBL / FW * | Grüne | Gesamt   |
| ---- | --- | --- | ---------- | ----- | -------- |
| 2002 | 9   | 8   | 3          | n. a. | 20 Sitze |
| 2008 | 8   | 7   | 5          | n. a. | 20 Sitze |
| 2014 | 9   | 6   | 5          | n. a. | 20 Sitze |
| 2020 | 9   | 3   | 5          | 3     | 20 Sitze |

### Bürgermeister
Erster Bürgermeister ist seit 2014 Thomas Söder (CSU), der sich 2014 mit 53,87 % der Stimmen gegen den seit 2008 amtierenden Markus Zirkel (SPD) durchsetzte und 2020 gegen drei Mitbewerber 61,71 % erreichte. Zirkels Vorgänger war seit 1996 Erwin Braun (SPD).
Vertreter ist seit 2020 Hans-Jürgen Wich (SPD). Dessen Vorgänger war seit 2008 Ludwig Wolf (Bürgerblock/Freie Wähler).

### Gemeindefinanzen
2017 betrugen die Gemeindesteuereinnahmen 26.023.000 Euro, davon waren 19.214.000 Euro Gewerbesteuereinnahmen (netto).

### Wappen
| Wappen von Hallstadt | Blasonierung: „In Gold zwei schräg gekreuzte silberne Hellebarden mit schwarzen Schäften.“ |
| Wappen von Hallstadt | Wappengeschichte: Hallstadt ist seit 1503 Markt und wurde 1954 zur Stadt erhoben. Der früheste Nachweis eines Wappens erscheint als Bauplastik am Rathaus mit der Jahreszahl 1588. Diese Jahreszahl bezieht sich auf das Ende der Bauarbeiten. Das Wappen ist auch in der Bamberger Vasallentafel von 1603 abgebildet und an der Kiliansbrücke von 1755. In Siegeln ist es erst aus dem späten 17. Jahrhundert überliefert. Die Farben Gold und Schwarz sind seit 1812 sicher. Sie sind die Farben des Hochstiftswappen von Bamberg. Hallstadt ist ehemaliges Königsgut und wird 741 erstmals genannt. Kaiser Heinrich II. schenkte Hallstadt mit allen Gütern und Gerechtsamen 1007 dem Hochstift Bamberg. Die beiden Hellebarden weisen auf die Gilde der Besitzer der Wachhofstätten hin. Sie waren bei Besuchen der Bamberger Bischöfe zur Nachtwache verpflichtet. 1594 erhielten sie besondere Privilegien. |

### Städtepartnerschaften
Hallstadt pflegt Städtepartnerschaften mit
- Frankreich: Lempdes (bei Clermont-Ferrand) und
- Österreich: Hallstatt.

Die Stadt Bamberg wiederum übernahm die Patenschaft für Hallstadt.

## Baudenkmäler
- Rathaus (Hallstadt)
- St. Kilian (Hallstadt)
- St. Anna (Hallstadt)

## Wirtschaft und Infrastruktur

### Wirtschaft
2012 waren in Hallstadt nach der amtlichen Statistik im Bereich der Land- und Forstwirtschaft 13, im produzierenden Gewerbe 3282, im Bereich Handel und Verkehr 1696 und in anderen Bereichen 1154 Arbeitnehmer sozialversicherungspflichtig beschäftigt.
Zu den großen Arbeitgebern gehört die Firma Brose Fahrzeugteile, die 1990 das Werk eröffnete, in dem 2010 1240 Mitarbeiter beschäftigt waren. Ihre Aktivitäten für das weltweite Geschäft mit Türsystemen sind in Hallstadt konzentriert.
Der Produktionsbeginn der Firma Michelin war am 5. April 1971. Die Firma beschäftigt rund 900 Mitarbeiter.
Die Maschinenbau Leicht GmbH, hat rund 420 Beschäftigte (2018).
In sonstigen Wirtschaftsbereichen waren in Hallstadt 653 Personen sozialversicherungspflichtig beschäftigt.
Im verarbeitenden Gewerbe gab es 2012 fünf, im Bauhauptgewerbe sechs Betriebe. 2010 bestanden zudem 23 landwirtschaftliche Betriebe mit einer landwirtschaftlich genutzten Fläche von 576 Hektar, davon waren 455 Hektar Ackerfläche und 119 Hektar Dauergrünfläche.

### Brauereien
Auf dem Stadtgebiet gibt es noch die Brauerei Eichhorn im Stadtteil Dörfleins. In Hallstadt direkt gab es bis 1985 die Löwenbräu Diller, bis 1969 die Schwanenbräu und bis 1960 die Bürgerbräu.

### Verkehr
Der Bahnhof Hallstadt (b Bamberg) liegt an der Bahnstrecke Bamberg–Hof.
Auf dem Gebiet von Hallstadt verläuft auch die A 70, die von Werneck nach Bayreuth führt.
Durch Hallstadt verläuft der Fränkische Marienweg.

### Bildung
Es gibt folgende Einrichtungen (Stand: 2006):
- Kindergarten St. Anna
- Katholischer Kindergarten und Kinderkrippe Pfr. Rössert
- St.-Franziskus-Kindergarten
- Katholischer Kindergarten St. Ursula Dörfleins
- Kinderhort Ankerplatz
- AWO Kinderhaus
- Grundschule und Mittelschule im Schulverbund „Westliches Maintal“ mit Oberhaid und Bischberg
- Grundschule in Dörfleins

### Gefahrenabwehr

#### Feuerwehr
Die Stadt hat Freiwillige Feuerwehren in Hallstadt und in Dörfleins, die für den abwehrenden Brandschutz und die technische Hilfe sorgen. Erstere besitzt sechs Fahrzeuge (LF 16/12, HLF 20/16, DLK 23-12, RW 2, WLF mitsamt Abrollcontainer und MZF) sowie Feuerwehranhänger. Die Feuerwehr Dörfleins besitzt zwei Fahrzeuge (ein TSF und ein MTF).

#### Landrettung
Im Bereich der gesundheitlichen Notfallversorgung stellen die Hilfsorganisationen Bayerisches Rotes Kreuz (BRK) und Malteser Hilfsdienst (MHD) den öffentlich-rechtlichen Land-Rettungsdienst für die Stadt und den Landkreis Bamberg. In den Gebäuden der Feuerwehr Hallstadt ist eine Rettungswache eingerichtet, die durch das BRK mit einem Rettungswagen besetzt ist.
Das BRK, Kreisverband Bamberg, verfügt über eine Sanitätsbereitschaft in Hallstadt, die BRK-Bereitschaft Bamberg 3/Hallstadt. Diese ist im Gemeindegebiet Hallstadt für die sanitätsdienstlichen Aufgaben und Fortbildungsmaßnahmen zuständig.

#### Wasserrettung
Im Bereich des Wasser-Rettungsdienstes ist die Kreiswasserwacht Bamberg (BRK) durch die Ortsgruppe Hallstadt vertreten. Sie besetzt in den Sommermonaten am Wochenende und Feiertagen das Freibad Hallstadt zusätzlich zu den Schwimmmeistern.

## Persönlichkeiten
- Johann Baptist Bayl (1811–nach 1883), Verwaltungsjurist und Politiker
- Heinrich Osel (1863–1919), Reichstags- und Landtagsabgeordneter
- Kaspar Schleibner (1863–1931), Kunstprofessor und Maler, nach ihm ist eine Straße in der Stadt benannt
- Robert Pfleger (1906–1971), Chemiker und Pharmaunternehmer, nach ihm ist ebenfalls eine Straße benannt, die Dr.-Robert-Pfleger-Straße
- Gertrud Regus (* 1962), Fußball-Schiedsrichterin
- Helmut Fleischer (* 1964), Fußball-Schiedsrichter